# Lupita (revista de Ediciones Cliper)
Lupita fue una revista femenina publicada en España entre 1950 y 1951 por ediciones Cliper, que alcanzó los 48 números.

## Trayectoria editorial
Ediciones Cliper lanzó "Lupita" al amparo del éxito logrado por su revista "Florita". Con un formato de 24 x 17 cm., contenía las siguientes series:
| Aparición | Número | Título              | Autoría           | Comentario                    |
| --------- | ------ | ------------------- | ----------------- | ----------------------------- |
| 1950      | 1      | Henry               | Carl Anderson     | Tira de prensa estadounidense |
| 1950      | 1      | Educando a papá     | George Mc. Manus  | Tira de prensa estadounidense |
| 1950      | 1      | Lupita              | Ripoll G., Bielsa |                               |
| 1950      |        | Leyendas del bosque | Macian            |                               |
| 1950      |        | El conejito Pito    | Macian            |                               |
| 1950      |        | Marisol             | Badía             |                               |
| 1950      |        | Charito             | July              |                               |
| 1951      |        | Polita y Diana      | Jor.Dom, Segura   |                               |
| 1951      |        | Violina y Linda     | Iranzo            | Nueva                         |

La revista desapareció en 1951, con sólo 48 números publicados. El historiador Juan Antonio Ramírez atribuía su cierre a la falta de capacidad adquisitiva por parte de las lectoras para comprar simultáneamente dos revistas similares, siendo además "Florita" de una mayor calidad.